# José de Jesús González Matheus
José de Jesús González Matheus (1923-13 de marzo de 2015) fue un académico venezolano, docente, investigador, e ingeniero agrónomo. 
Creador de la facultad de agronomía de Universidad del Zulia conocida como 'FagroLUZ', y fue su primer decano y fundador durante el periodo de 1959-1962, además fue rector fundador de la Universidad Nacional Experimental Rómulo Gallegos, docente e investigador en la Universidad Central de Venezuela e incluso, en la ULA.
Desarrolló una exitosa carrera profesional en la administración pública, desempeñando cargos importantes en el Ministerio de Agricultura, Instituto Agrario Nacional, IESA y en el Centro Nacional de Investigaciones Agropecuarias. Así como a su vez, intercambiaba labores administrativas, con las investigativas constantemente, involucrándose habitualmente.
Ha recibido varias condecoraciones, distinciones, y reconocimientos. Entre ellos destacan la Orden Andrés Bello (Primera clase, año 1983), doctorado honoris causa en la Universidad Nacional Experimental Rómulo Gallegos en el año 1999, así como también otro doctorado honoris causa en la Universidad del Zulia en el año 2004.
En noviembre de 2013, la Universidad del Zulia creó la Orden al Mérito Universitario 'J.J. González Matheus'.

## Universidad del Zulia
José de Jesús González Matheus comenzó su historia en la Universidad del Zulia el 15 de octubre del año 1959. Allí se impartió por vez primera, la primera clase de la Facultad de Agronomía de la Universidad del Zulia. J.J. Matheus siempre tuvo disposición a la hora de enseñar su conocimiento a la cuna marabina, es por ello que en un aula prestada por la Facultad de Ingeniería, en la avenida Cecilio Acosta de Maracaibo, escucharon su primera clase, actividad que marcó el inicio de 'FagroLUZ'.
En 1964, 18 de ellos se convierten en los primeros egresados de esa Facultad, conformando la 'Promoción Fundadores'.

## Universidad Rómulo Gallegos
El 25 de julio de 1977, bajo decreto Presidencial se autorizó una serie de proyectos académicos diversos para el país. Entre ellos la creación de la Universidad Nacional Experimental Rómulo Gallegos, para San Juan de los Morros. En la UNERG empezó su labor como Rector Fundador específicamente el 21 de enero de 1980. En ese entonces se encontró con la ardua tarea de levantar una universidad desde sus cimientos a un estado académico óptimo. Para ello, se autoriza la apertura de carreras como Ingeniería Agronómica de Producción Animal e Ingeniería Agronómica de Producción Vegetal como las primeras de esta alma mater.
En su rectoría pudo lograr convenios con el CENDES-UCV para realizar un diagnóstico acerca de la región de los llanos centrales. Esto para atender las distintas necesidades de la universidad para ese entonces. Su rectorado sufrió muchas dificultades por lo innovador y de por sí naciente proyecto académico que era la UNERG para aquella época. Sin embargo se lograron grandes avances en lo académico, que lo hicieron ser recordado en la misma universidad.

## Legado
Al fallecer, el profesor José de Jesús González Matheus, quien en vida fuera fundador de la Facultad de Agronomía de la Universidad del Zulia y Primer decano, se hizo memoria de su dilatada trayectoria que le hizo merecedor del doctorado honoris causa por parte de la ULA. En su honor fue instituida por esa Facultad la Orden al Mérito que lleva su nombre para honrar a quienes como él han dejado un legado académico e institucional que enriquece el acervo humano de la Agronomía.
Se instauró en esa misma facultad un Núcleo Agropecuario con el epónimo “JJ. González Matheus” conmemorando su ejemplo, calidad humana, compromiso y entrega en pro del desarrollo académico estudiantil e institucional hacia el agro venezolano.